# The Charlatans (englische Band)
The Charlatans (in den USA auch The Charlatans UK) ist eine englische Musikgruppe. Drei ihrer Alben haben die Nummer eins der britischen Album-Charts erreicht. Zu ihren bekanntesten Songs gehören The Only One I Know, Just When You’re Thinkin’ Things Over, One to Another und North Country Boy.

## Geschichte
Die Charlatans wurden 1988 von Martin Blunt, ehemaliges Mitglied der Mod-Band Makin’ Time, zusammen mit Baz Ketley und Jon Brookes im Großraum Birmingham gegründet. Blunt schlug als Namen Law Lords vor, Ketley bevorzugte den Namen The Charlatans. Der Entscheid wurde durch Münzwurf ermittelt. Kurz danach stieß der Keyboarder Rob Collins zur Band, ein Element, das den Sound der Charlatans stark beeinflusst hat. In dieser Formation wurden zwei Demos veröffentlicht.
Ketley verließ 1989 die Band, der Mancunian Tim Burgess wurde neuer Sänger, die Gitarre übernahm Jon Baker. Die erste Single Indian Rope wurde im Januar 1990 veröffentlicht. Danach profitierte die Band vom Madchester-Boom: Die zweite Single The Only One I Know, welche ein Sample von Deep Purples Version von Billy Joe Royals Hush beinhaltet, stieß in die Top Ten vor, das im selben Jahr veröffentlichte Debütalbum Some Friendly erreichte gar die Spitze der Album-Charts.
1991 gaben die Charlatans erstmals Konzerte in den USA und Japan. Im selben Jahr verließ Baker die Band und wurde durch Mark Collins ersetzt, seinen Einstand gab der neue Gitarrist auf der Single Me in Time. Mit dem Abflachen des Madchester-Booms sank auch der Erfolg der Charlatans; das zweite, von Flood produzierte Album Between 10th and 11th (1992) war deutlich weniger erfolgreich als das Debütalbum.
Rob Collins saß 1993/1994 eine viermonatige Haftstrafe wegen Fahren eines Fluchtautos ab, kurz nach seiner Entlassung wurde die Single Can’t Get Out of Bed veröffentlicht, das zugehörige Album Up to Our Hips war wieder etwas erfolgreicher als sein Vorgänger.
Eine Art Comeback gelang den Charlatans mit dem Hit Just When You’re Thinkin’ Things Over und dem zugehörigen Album The Charlatans 1995, ihr zweites Nummer-eins-Album. Sie profitierten vom Sog der Britpop-Bewegung Mitte der 90er Jahre, die von Oasis und Blur angeführt wurde. Im Juni spielten die Charlatans beim Glastonbury Festival.
Am 22. Juli 1996 starb der Keyboarder Rob Collins bei einem Autounfall in Wales. Eine Untersuchung kam zum Ergebnis, dass er alkoholisiert und nicht angeschnallt war. Collins hinterließ eine Frau und eine junge Tochter. Trotz des Schocks beschloss die Gruppe aber weiterzumachen. Am 11. August traten sie als Support von Oasis in Knebworth auf, am Keyboard half Martin Duffy von Primal Scream aus. Die kurz darauf erschienene Single One to Another erreichte Nummer drei der UK-Single-Charts, die bislang höchste Platzierung für die Charlatans. Es folgten 1997 zwei weitere Top-Ten-Singles, North Country Boy und How High sowie das Nummer-eins-Album Tellin’ Stories.
Es folgte ein Wechsel der Plattenfirma von Beggars Banquet Records zu Universal. Der Keyboarder Tony Rogers, der die Charlatans schon auf der Tour 1997 begleitet hatte, war auf dem nächsten Album Us and Us Only (1999) offizielles Mitglied der Gruppe. Als Nächstes folgten die Alben Wonderland (2001) und Up at the Lake (2004), woraufhin der Vertrag mit Universal auslief.
2006 kehrten die Charlatans mit dem Album Simpatico zu einem Indie-Label zurück, dieses Mal zu Sanctuary Records. Hinsichtlich ihrer Tonträgerverkäufe waren sie nicht mehr so erfolgreich wie in den 1990er Jahren, standen aber als Vorgruppe von bekannten Bands wie den Rolling Stones, The Police, Oasis oder The Who immer noch im Rampenlicht. Die Single You Cross My Path (2007) wurde nur noch als Download veröffentlicht, das gleichnamige Album war ebenfalls vorerst nur als Gratis-Download erhältlich, im Mai 2008 wurde es auch als CD und LP veröffentlicht.
Zum 20-jährigen Jubiläum von Some Friendly im Jahr 2010 wurde dieses Album als 2CD Expanded Edition wiederveröffentlicht. Begleitet wurde das Jubiläum von einer kleinen Konzertreihe, in der die Charlatans alle Songs des Albums und einige weitere aus jener Zeit spielten. Ein neues Studioalbum Who We Touch erschien im September 2010.
Gründungsmitglied und Drummer Jon Brookes (* 21. September 1968) starb am 13. August 2013 an den Folgen eines Gehirntumors.

## Diskografie

### Alben
| Jahr | Titel                     | Höchstplatzierung, Gesamtwochen, AuszeichnungChartplatzierungen (Jahr, Titel, Platzierungen, Wochen, Auszeichnungen, Anmerkungen) | Höchstplatzierung, Gesamtwochen, AuszeichnungChartplatzierungen (Jahr, Titel, Platzierungen, Wochen, Auszeichnungen, Anmerkungen) | Anmerkungen                                         |
| Jahr | Titel                     | UK | US | Anmerkungen                                         |
| ---- | ------------------------- | --- | --- | --------------------------------------------------- |
| 1990 | Some Friendly             | UK1 Gold · (17 Wo.)UK | US73 (27 Wo.)US | Erstveröffentlichung: 8. September 1990             |
| 1992 | Between 10th and 11th     | UK21 (4 Wo.)UK | — | Erstveröffentlichung: 23. März 1992                 |
| 1994 | Up to Our Hips            | UK8 Silber · (4 Wo.)UK | — | Erstveröffentlichung: 21. März 1994                 |
| 1995 | The Charlatans            | UK1 Gold · (19 Wo.)UK | — | Erstveröffentlichung: 28. August 1995               |
| 1997 | Tellin’ Stories           | UK1 Platin · (40 Wo.)UK | — | Erstveröffentlichung: 21. April 1997                |
| 1998 | Melting Pot               | UK4 Platin · (37 Wo.)UK | — | Erstveröffentlichung: 23. Februar 1998 Kompilation  |
| 1999 | Us and Us Only            | UK2 Gold · (17 Wo.)UK | — | Erstveröffentlichung: 18. Oktober 1999              |
| 2001 | Wonderland                | UK2 Gold · (9 Wo.)UK | — | Erstveröffentlichung: 10. September 2001            |
| 2002 | Songs from the Other Side | UK55 (1 Wo.)UK | — | Erstveröffentlichung: 20. Mai 2002                  |
| 2002 | Live It Like You Love It  | UK40 (2 Wo.)UK | — | Erstveröffentlichung: 22. Juli 2002 Livealbum       |
| 2004 | Up at the Lake            | UK13 Silber · (8 Wo.)UK | — | Erstveröffentlichung: 17. Mai 2004                  |
| 2006 | Simpatico                 | UK10 (3 Wo.)UK | — | Erstveröffentlichung: 17. April 2006                |
| 2006 | Forever – The Singles     | UK38 Silber · (3 Wo.)UK | — | Erstveröffentlichung: 13. November 2006 Kompilation |
| 2008 | You Cross My Path         | UK39 (2 Wo.)UK | — | Erstveröffentlichung: 3. März 2008                  |
| 2010 | Who We Touch              | UK21 (2 Wo.)UK | — | Erstveröffentlichung: 6. September 2010             |
| 2015 | Modern Nature             | UK7 (5 Wo.)UK | — | Erstveröffentlichung: 26. Januar 2015               |
| 2017 | Different Days            | UK4 (2 Wo.)UK | — | Erstveröffentlichung: 26. Mai 2017                  |
| 2021 | A Head Full of Ideas      | UK11 (1 Wo.)UK | — | Erstveröffentlichung: 15. Oktober 2021              |

Weitere Alben
- 2008: The Best of the BBC Sessions
- 2010: Some Friendly Expanded Edition
- 2010: Some Friendly – 20th Anniversary Concerts (Livealbum)

### Singles
| Jahr | Titel Album                                                                  | Höchstplatzierung, Gesamtwochen, AuszeichnungChartsChartplatzierungen (Jahr, Titel, Album, Platzierungen, Wochen, Auszeichnungen, Anmerkungen) | Anmerkungen                              |
| Jahr | Titel Album                                                                  | UK | Anmerkungen                              |
| ---- | ---------------------------------------------------------------------------- | --- | ---------------------------------------- |
| 1990 | The Only One I Know Some Friendly                                            | UK9 Gold · (11 Wo.)UK | Erstveröffentlichung: 21. Mai 1990       |
| 1990 | Then Some Friendly                                                           | UK12 (5 Wo.)UK | Erstveröffentlichung: 10. September 1990 |
| 1991 | Over Rising –                                                                | UK15 (5 Wo.)UK |                                          |
| 1991 | Indian Rope –                                                                | UK57 (4 Wo.)UK |                                          |
| 1991 | Me. In Time –                                                                | UK28 (3 Wo.)UK |                                          |
| 1992 | Weirdo Between 10th and 11th                                                 | UK19 (4 Wo.)UK | Erstveröffentlichung: 24. Februar 1992   |
| 1992 | Tremelo Song Between 10th and 11th                                           | UK44 (2 Wo.)UK |                                          |
| 1994 | Can’t Get out of Bed Up to Our Hips                                          | UK24 (3 Wo.)UK |                                          |
| 1994 | I Never Want an Easy Life If Me and He Were Ever to Get There Up to Our Hips | UK38 (2 Wo.)UK |                                          |
| 1994 | Jesus Hairdo Up to Our Hips                                                  | UK48 (4 Wo.)UK |                                          |
| 1995 | Crashin’ In The Charlatans                                                   | UK31 (2 Wo.)UK |                                          |
| 1995 | Just Lookin’ / Bullet Comes The Charlatans                                   | UK32 (3 Wo.)UK |                                          |
| 1995 | Just When You’re Thinking Things Over The Charlatans                         | UK12 (3 Wo.)UK |                                          |
| 1996 | One to Another Tellin’ Stories                                               | UK3 Silber · (6 Wo.)UK |                                          |
| 1997 | North Country Boy Tellin’ Stories                                            | UK4 Silber · (9 Wo.)UK |                                          |
| 1997 | How High Tellin’ Stories                                                     | UK6 (5 Wo.)UK |                                          |
| 1997 | Tellin’ Stories                                                              | UK16 (3 Wo.)UK |                                          |
| 1999 | Forever Us and Us Only                                                       | UK12 (4 Wo.)UK |                                          |
| 1999 | My Beautiful Friend Us and Us Only                                           | UK31 (3 Wo.)UK |                                          |
| 2000 | Impossible Us and Us Only                                                    | UK15 (4 Wo.)UK |                                          |
| 2001 | Love Is the Key Wonderland                                                   | UK16 (5 Wo.)UK |                                          |
| 2001 | A Man Needs to Be Told Wonderland                                            | UK31 (2 Wo.)UK |                                          |
| 2004 | Up at the Lake                                                               | UK23 (3 Wo.)UK |                                          |
| 2004 | Try Again Today Up at the Lake                                               | UK24 (3 Wo.)UK |                                          |
| 2006 | Blackened Blue Eyes Simpatico                                                | UK28 (2 Wo.)UK |                                          |
| 2006 | NYC (There’s No Need to Stop) Simpatico                                      | UK53 (1 Wo.)UK |                                          |
| 2006 | You’re so Pretty, We’re so Pretty Forever: The Singles                       | UK56 (1 Wo.)UK |                                          |

Weitere Singles
- 2004: Loving You Is Easy (Radio-Single)
- 2007: You Cross My Path (Gratis-Download)
- 2008: Oh Vanity
- 2008: The Misbegotten
- 2008: Mis-Takes
- 2010: Love Is Ending
- 2010: My Foolish Pride

### Videoalben
- 2002: Just Lookin’ 1990-1997
- 2005: Live at Last
- 2006: Forever. The Singles